# Уметност мезолита
Мезолит (средње – прелазно камено доба, 20.000 – 12.000. године п. н. е.)
Најзначајнија дела мезолитског човека су слике животиња урезане или насликане у дубини пећина. Најчешћи мотиви су бизон, јелен, коњ, говеда итд. Најчешћи пар су бизон – коњ (Европа) и слон – жирафа (Африка). Ове слике су биле саставни део магијског обреда који је требало да обезбеди успешан лов или, касније када се број животиња смањио, да повећа њихову плодност. То донекле објашњава зашто су животиње сликане толико реалистично и у најдубљим деловима пећина - утроби земље. Реалистичност је постизана и вештим коришћењем природних избочина и пукотина на стенама, преко којих су сликане животиње.
Осим ових цртежа људи млађег палеолита су радили мале цртеже и резбарије у кости, рогу, камену, као и женске фигурице, симболе плодности – „Венере“ и слике људи - ритуалне игре и слике лова.
Слике у пећинама:
1. Алтамира (у Шпанији) – Рањени бизон, 15.000 – 10.000. године п. н. е.
2. пећина Ласко (Lascaux) (у Француској) – пећинске слике животиња, 15.000 – 10.000. године п. н. е.
3. Ла Маделаине (у Француској) – Нага жена, 15.000 – 10.000. године п. н. е.
4. Адаури (Монте Пелегрино – Палермо) – Ритуална игра, 15.000 – 10.000. године п. н. е.

Интересантна је чињеница да су фигуре сликане једна преко друге без икаквог реда. Претпоставља се да се по извршеном ритуалном убијању животиње, тј. њеног духа, она сматрала мртвом и на њеном месту је могла бити насликана друга животиња.